# Igernella vansoesti
Igernella vansoesti är en svampdjursart som beskrevs av Uriz och Maldonado 1996. Igernella vansoesti ingår i släktet Igernella och familjen Dictyodendrillidae.
Artens utbredningsområde är havet utanför Kap Verde. Inga underarter finns listade i Catalogue of Life.